# Poor Little Rich Girl (película)
Poor Little Rich Girl es una película realizada en el año 1965 de cine underground dirigida por el artista estadounidense Andy Warhol y que protagonizó Edie Sedgwick. Poor Little Rich Girl  estuvo concebida como la primera película de una serie que presentó Sedgwick llamada The Poor Little Rich Girl Saga. La saga incluyó otras películas de Warhol: Restaurant, Face y Afternoon.
El título hace referencia a la película del mismo nombre del año 1936, protagonizada por Shirley Temple, a quien Warhol idolatró desde niño. El título también sirve como una especie de descripción de la estrella, Edie Sedgwick.

## Sinopsis
El concepto de Poor Little Rich Girl  es un día en la vida de alta sociedad de Edie Sedgwick. 
Warhol y Gerard Malanga empezaron a filmarla en marzo de 1965 en el lujoso apartamento de Nueva York que poseía Sedgwick. Después de la filmación y el procesamiento inicial, se encontraron que los carretes estaban fuera de foco, debido a una lente de la cámara defectuosa. Warhol entonces lo resolvió añadiendo la original fuera de foco a las primeras imágenes del carrete. El primer carrete describe un fuera de fofo de Sedgwick cuando se despierta de dormir, pide un café y zumo naranja, fuma cigarrillos y marihuana, hace ejercicios, toma píldoras y se va maquillando en silencio. El único ruido es el de un disco de gramófono de The Everly Brothers, continuamente en segundo plano.
La segunda bobina, está enfocada, muestra a Sedgwick acostada en la cama y hablando con su amiga Chuck Wein, que aunque permanece siempre fuera de cámara se puede oír sus respuestas, varias preguntas y comentarios sobre diferentes temas. El resto de la película continúa con el despertar de Edie y Wein, las discusiones de los dos sueños -Wein alude que su sueño contiene miles de personas vestidas como The Kingston Trio, cantando What Have They Done to the Rain-. Sedgwick habla por teléfono, fuma una substancia indistinguible de una tubería, aplicándose repetidamente una barra de pintalabios, probándose trajes diferentes, incluyendo una capa de piel de leopardo, que Wein describe como «fea». Una conversación casual entre las dos incluyen situaciones sociales y a varios amigos, además de explicar vagamente como se gastó toda su herencia en seis meses.

## Estreno
En junio de 1965 Poor Little Rich Girl se estrenó en The Film-Makers' Cooperative en un programa doble junto con la película también de Warhol Vinyl.